# Африкански линзанги
Африкански линзанги (Poiana) e род в подсемейство бозайници Вивери, в семейство Виверови, включващ два вида.
Африканските линзанги са нощни животни, обикновено самотни обитатели на дървета. Те са месоядни, ядат катерици и други дребни гризачи, малки птици, гущери и насекоми. Типичният размер на тялото е малко над 30 см и малко по-дълга опашка. Телата са дълги, с къси крака, което им придава нисък вид. И двата вида в рода имат жълтеникави тела с черни петна (ивици, петна и петна), въпреки че разположението и естеството на окраската варира между двата вида.

## Таксономия
Родът Африкански линзанги е представен от Джон Едуард Грей в статия, прочетена на 8 ноември 1864 г. на срещата на Лондонското зоологическо дружество и публикувана на следващата година в Сборника на Лондонското зоологическо дружество за 1864 г.
Видовете в род Африкански линзанги са:
- линзанг на Лейтън (Poiana leightoni)
- африкански линзанг (Poiana richardsonii)